# ジョージ・ポコック (発明家)

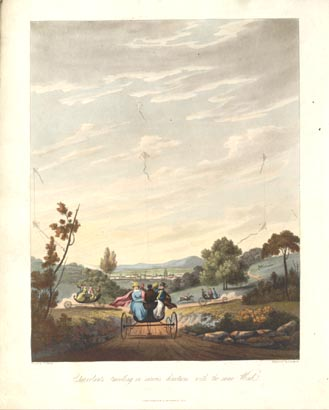
"Charvolant"の走行を描いた絵画

ジョージ・ポコック（George Pocock、1774年 - 1843年）はイギリスの教師で、凧によって引っ張られる車、"Charvolant"を発明した。
若い頃から凧が好きで、凧の力で物を引っ張る実験を行った。最初は小石から初め徐々に重い物を引っ張らせた。ブリストルのプロスペクトプレースの学校で教え、生徒と実験を行った。1820年までにかなりの重量を凧の組み合わせることで持ち上げることができると確信し、人を持ち上げる実験を始めた。1824年に9mの大きさの凧に椅子を取り付けて、彼の娘マーサを82mの高さまで飛行させ、その年の暮れには息子を凧の糸に取り付けた椅子に座らせて飛行させた後、椅子を止めたクリップをはずして、糸に沿って滑らせて地上に戻した。
その後凧を使って人を運ぶことのできる風力車の製作に転じた。1826年に、風力車"Charvolant"の特許を取得した。これは500ｍほどの紐につけた凧2つをつけて、現代のカイトバギーと同様、2、3人の人を乗せて、十分な速度で走行できた。長い距離を平均で時速32kmほどで、しばしば1マイルを2分以内で走行した。3台の"Charvolant"が一緒にブリストルからマールボロまでの180kmほどの走行を行い、一台は当時最も早い乗り物であった郵便馬車を追い抜いた。当時、道路の馬車の通行料は引っ張る馬の数で決まっていたので、風力車は料金を払わなくてもすんだが操縦は難しく実用化されることはなかった。
いくつかの自らの発明を記述した本を出版し、その中に凧を推進力にする小型船や難破した船の救援方法や、教師と生徒が中に入れる天球儀などの発明が含まれている。